# Epos

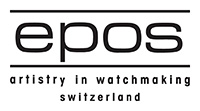
Логотип

Epos — швейцарский производитель часов, выпускающий преимущественно наручные, а также карманные среднего класса.

## Экономика Epos
В 1925 году Джеймс Обер основывает свою часовую мастерскую в долине Joux, в мировом центре производства механических часов. Он занимается доработкой и усложнением уже тогда известных механизмов, таких как «Valjoux» и «Landeron», по заказу различных швейцарских компаний. Мистер Обер посвятил всю свою жизнь созданию новых часовых механизмов, в его мастерской родились следующие часовые открытия: регулятор с указанием фаз луны, индикатор запаса хода, одноминутный турбийон, большой указатель даты и т.д.
Позднее он ищет единомышленников, чтобы передать компанию в надежные руки. И находит их в лице своего племянника Жана Обера и зятя Жана Фийона, который и по сей день является ведущим инженером в компании.
В тяжелые для швейцарской промышленности "кварцевые" 80-е много мануфактур не выдерживают конкуренции и закрываются, некоторые переориентируют своё производство на выпуск кварцевых часов. 
Своему перерождению марка обязана искусному часовщику Питеру Хоферу. В 1983 г., взяв название "Montres EPOS", как настоящий энтузиаст он начинает выпуск часов уже под собственным брендом, а полученные ранее наработки ложатся в основу.
Помимо этого Хофер оказался чутким и проницательным бизнесменом: предвидя утери уникальных механизмов, он начинает скупать за бесценок исчезающие экземпляры и создавать собственную коллекцию. В его запасники попали такие редкие механизмы, как: A.Shild, Peseux7046/7040, ValJoux, ETA 2512 и другие, некоторые из которых выпускались только до 1966 года. Именно он переориентировал Epos на выпуск часов с раритетными механизмами, сам занялся их восстановлением и усложнением.
По сей день своим "коньком" EPOS считает использование для часов разных механизмов, их дорабатывание, усложнение, декорирование и выпуск только механических часов.
В 2002 году, следуя часовым традициям, он передал своё дело по наследству в надежные руки Урсуле Фостер, из семьи потомственных часовщиков, и её мужу Тамди Чонге, имеющему большой опыт в производстве механических часов, который ранее работал более 30 лет в Swatch Group. Именно эти люди вдохнули в марку новую жизнь и сделали её такой, какой мы видим её сегодня, при этом сохранили те традиции, которые передавались из поколения в поколение их предшественниками.
В 2013 году впервые была представлена кварцевая коллекция. Это произошло на выставке Baselworld.

## География Epos
Сегодня часы марки EPOS официально представлены в 19 странах мира и продаются в более чем 1000 розничных точках продаж. Основной рынок сбыта — Европа и Азия.